# ZBTB8A
ZBTB8A (англ. Zinc finger and BTB domain containing 8A) – білок, який кодується однойменним геном, розташованим у людей на 1-й хромосомі. Довжина поліпептидного ланцюга білка становить 441 амінокислот, а молекулярна маса — 50 141.
| 10         |  | 20         |  | 30         |  | 40         |  | 50         |
| ---------- |  | ---------- |  | ---------- |  | ---------- |  | ---------- |
| MEISSHQSHL |  | LQQLNEQRRQ |  | DVFCDCSILV |  | EGKVFKAHRN |  | VLFASSGYFK |
| MLLSQNSKET |  | SQPTTATFQA |  | FSPDTFTVIL |  | DFVYSGKLSL |  | TGQNVIEVMS |
| AASFLQMTDV |  | ISVCKTFIKS |  | SLDISEKEKD |  | RYFSLSDKDA |  | NSNGVERSSF |
| YSGGWQEGSS |  | SPRSHLSPEQ |  | GTGIISGKSW |  | NKYNYHPASQ |  | KNTQQPLAKH |
| EPRKESIKKT |  | KHLRLSQPSE |  | VTHYKSSKRE |  | VRTSDSSSHV |  | SQSEEQAQID |
| AEMDSTPVGY |  | QYGQGSDVTS |  | KSFPDDLPRM |  | RFKCPYCTHV |  | VKRKADLKRH |
| LRCHTGERPY |  | PCQACGKRFS |  | RLDHLSSHFR |  | TIHQACKLIC |  | RKCKRHVTDL |
| TGQVVQEGTR |  | RYRLCNECLA |  | EFGIDSLPID |  | LEAEQHLMSP |  | SDGDKDSRWH |
| LSEDENRSYV |  | EIVEDGSGDL |  | VIQQVDDSEE |  | EEEKEIKPNI |  | R          |

A: Аланін

C: Цистеїн

D: Аспарагінова кислота

E: Глутамінова кислота

F: Фенілаланін

G: Гліцин

H: Гістидин

I: Ізолейцин

K: Лізин

L: Лейцин

M: Метіонін

N: Аспарагін

P: Пролін

Q: Глутамін

R: Аргінін

S: Серин

T: Треонін

V: Валін

W: Триптофан

Кодований геном білок за функцією належить до фосфопротеїнів. 
Задіяний у таких біологічних процесах, як транскрипція, регуляція транскрипції, альтернативний сплайсинг. 
Білок має сайт для зв'язування з іонами металів, іоном цинку, ДНК. 
Локалізований у ядрі.